# FIFA World Player of the Year 1994
L’edizione 1994 del FIFA World Player, 4ª edizione del premio calcistico istituito dalla FIFA, fu vinta dal brasiliano Romário (Barcellona).
A votare furono 83 commissari tecnici di altrettante Nazionali.